# Campion vittatus
Campion vittatus är en insektsart som först beskrevs av Guérin-ménéville in Duperry 1831.  Campion vittatus ingår i släktet Campion och familjen fångsländor. Inga underarter finns listade i Catalogue of Life.